# 던전 드래곤 (영화)
《던전 드래곤》(영어: Dungeons & Dragons)은 2000년 공개된 판타지 모험 영화이다.
촬영은 세들레츠 납골당에서 진행되었다. 박스오피스 봄이었음에도 불구하고 속편인 텔레비전 영화 《던전 드래곤 2》가 2005년 공개되었다.

## 줄거리
젊은 황제 서비나는 황금 용을 부리는 홀의 힘으로 이즈메어를 다스리고 있다. 황제가 평민들에게 권리를 주려 하자 악한 마법사 프로피언이 이끄는 마법사 평의회는 반대하며 홀을 내놓으라고 요구한다. 황제는 이를 거부한 뒤 양측은 곧 벌어질 충돌을 예상하며 전설적인 '사브릴의 지팡이'를 찾으려 한다. 이 지팡이는 붉은 용을 조종할 수 있는 힘을 가지고 있다.
십대 도둑 리들리와 스네일스는 섬돌 마법 학교를 털려다 견습 마법사 머리나에게 발각된다. 바로 그때 프로피언의 조수 대머다가 사브릴의 지팡이 위치가 나와있는 지도를 얻기 위해 마법사를 공격한다. 머리나, 리들리, 스네일스는 지도와 함께 도망치고 드워프 엘우드가 합류한다.
이들은 지팡이가 있는 무덤에 들어가려면 '용의 눈'이라 불리는 루비 열쇠가 필요하다는 것을 알게 된다. 리들리는 앤티어스시 도둑 길드의 위험한 미로에서 용의 눈을 찾지만, 대머다가 나타나 지도를 빼앗고 머리나도 데려간다. 나머지 일행은 간신히 도망치지만 황제를 섬기는 팰러딘 엘프 노다에게 붙잡힌다. 같은 목표를 위해 싸운다는 것을 깨달은 이들은 머리나를 구출하고 지도를 되찾지만, 이 과정에서 스네일스가 목숨을 잃는다.
일행은 사브릴의 지팡이를 손에 넣지만, 대머다가 빼앗아 프로피언에게 넘긴다. 프로피언과 다른 마법사들은 용들을 이끌고 황제와 싸우고, 리들리는 대머다를 죽이고 프로피언에게서 지팡이를 되찾는다. 머리나는 리들리에게 지팡이를 사용해 프로피언을 쓰러뜨리라고 하지만 지팡이의 힘이 자신을 부패하게 만들 것을 깨달은 리들리는 지팡이를 파괴한다. 결국 황제가 황금 용을 시켜 프로피언을 처단한다.
이후 리들리는 머리나, 엘우드, 노다와 함께 스네일스의 무덤을 찾는다. 리들리가 용의 눈을 무덤에 놓자 용의 눈이 빛나며 무덤의 돌에서 스네일스의 이름이 사라진다. 노다는 놀란 리들리에게 그의 친구가 그를 기다리고 있다고 말하고, 곧 용의 눈은 일행을 미지의 장소로 이동시킨다.

## 출연
- 저스틴 웨일린 - 리들리 프리본 역: 사기꾼, 도둑.
- 말런 웨이언스 - 스네일스 역: 사기꾼, 도둑.
- 조이 매클렐런 - 머리나 프리텐자 역: 젊은 마법사.
- 리 애런버그 - 엘우드 역: 드워프 용사.
- 크리스틴 윌슨 - 노다 역: 엘프 경비 대원.
- 제러미 아이언스 - 마법사 프로피언 역
- 브루스 페인 - 대머다 역
- 소라 버치 - 서비나 황제 역
- 에드워드 주즈버리 - 빌든 빌디어 역
- 리처드 오브라이언 - 자일러스 역: 도둑 길드장.
- 톰 베이커

## 기타 제작진
- 공동 제작: 스티브 리처즈, 데이비드 밍코프스키, 매슈 스틸먼
- 협력 제작: 밥 달린
- 배역: 애브라 에덜먼, 엘리자 굿맨, 제러미 지머먼
- 미술: 브라이스 페린
- 의상: 바버라 레인

## 우리말 녹음
KBS 성우진
- 구자형 - 리들리 (저스틴 웨일린)
- 김소형 - 스네일스 (말런 웨이언스)
- 배정미 - 머리나 (조이 매클렐런)
- 김세한 - 프로피언 (제러미 아이언스)
- 이선 - 서비나 황제 (소라 버치)
- 유강진 - 빌든 (에드워드 주즈버리)

외